# Syrphophagus qadrii
Syrphophagus qadrii är en stekelart som först beskrevs av Shah Mashood Alam 1961.  I den svenska databasen Dyntaxa används istället namnet Syrphophagus quadrii. Syrphophagus qadrii ingår i släktet Syrphophagus och familjen sköldlussteklar. Arten är reproducerande i Sverige. Inga underarter finns listade i Catalogue of Life.